# Uratman
Uratman (en rus: Уратман) és un volcà somma situat a l'extrem nord de l'illa Simuixir, a les illes Kurils, Rússia. El cim de volcà corona a 678 msnm. Del volcà destaca una caldera del Plistocè de 7,5 quilòmetres d'amplada que conté un con d'andesita de l'Holocè. Les parets de la caldera s'eleven 450 metres per sobre la badia de Brouton, de 250 metres de profunditat, i que en forma de mitja lluna omple la meitat NW de la caldera. Un estret canal d'aigua al nord de la caldera proporciona accés al mar.